# Paul Pierre Lévy

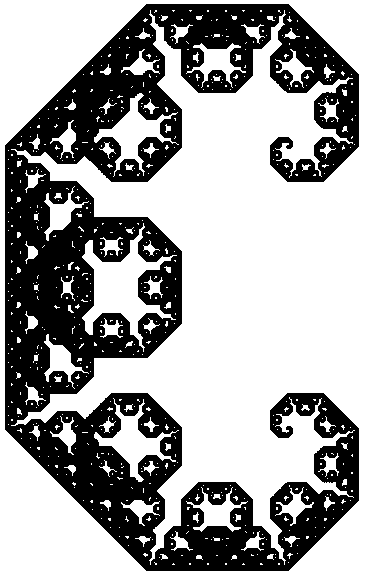
Curva de Lévy.

Paul Pierre Lévy (15 de septiembre de 1886-15 de diciembre de 1971) fue un matemático francés que trabajó principalmente en la teoría de probabilidades, introduciendo la Martingala, los vuelos de Lévy, los procesos de Lévy, las medidas de Lévy, la constante de Lévy, la distribución de Lévy, el área de Lévy y el fractal de la curva C de Lévy.
Lévy nació en París y cursó estudios en la École polytechnique de París. Pasó a dar clases en dicha escuela y publicó su primer artículo en 1905 a la edad de 19 años, todavía sin graduarse. Su profesor y tutor fue Jacques Hadamard. Después de su graduación hizo el servicio militar y a continuación estudió durante tres años en la Escuela de Minas, donde llegó a ser profesor en 1913.
Durante la Primera Guerra Mundial Lévy hizo análisis matemáticos para la artillería francesa. En 1920 fue contratado como profesor de análisis en la Escuela Politécnica, donde dio clases a Benoît Mandelbrot. Permaneció en la Escuela Politécnica hasta su jubilación en 1959.
Lévy recibió gran número de honores, incluyendo ser miembro de la Academia de Ciencias Francesa y de la Sociedad Matemática de Londres.

## Obras notables
- Leçons d’analyse fonctionnelle, Gauthiers-Villars, 1922

- Analyse fonctionnelle, Mémorial des sciences mathématiques n.º 5,Gauthiers-Villars, 1925

- Calcul des probabilités, 1925. Réédition en 2004 par Jacques Gabay. ISBN 2876472311

- Cours d'analyse (cours de l'école polytechnique), Gauthiers-Villars, 1930, 2 v.

(hay muchas versiones de su folleto, que poco cambió desde 1920 a 1950. La publicada por Gauthiers-Villars es un curso intermedio, donde se carece de la demostración del teorema de Picard pero donde hay una introducción a la integral de Lebesgue).
- Théorie de l’addition des variables aléatoires, Gauthier-Villars, 1937, 1954. Reeditó en 2003 Jacques Gabay. ISBN 2876472074
- Processus stochastiques et mouvement brownien Gauthier-Villars, 1948. Reeditó en 1992 Jacques Gabay. ISBN 2876470918

- Problèmes concrets d'analyse fonctionnelle, colección de monografía sobre la teoría de funciones, Gauthiers-Villars, 1951

- Le mouvement brownien, Mémorial des sciences mathématiques 126, Gauthiers-Villars, 1954

- Quelques aspects de la pensée d’un mathématicien, Paris, 1970

- Oeuvres, Bordas, T1, 1973, T2, 1974.